# Gamla sparbankshuset, Jönköping

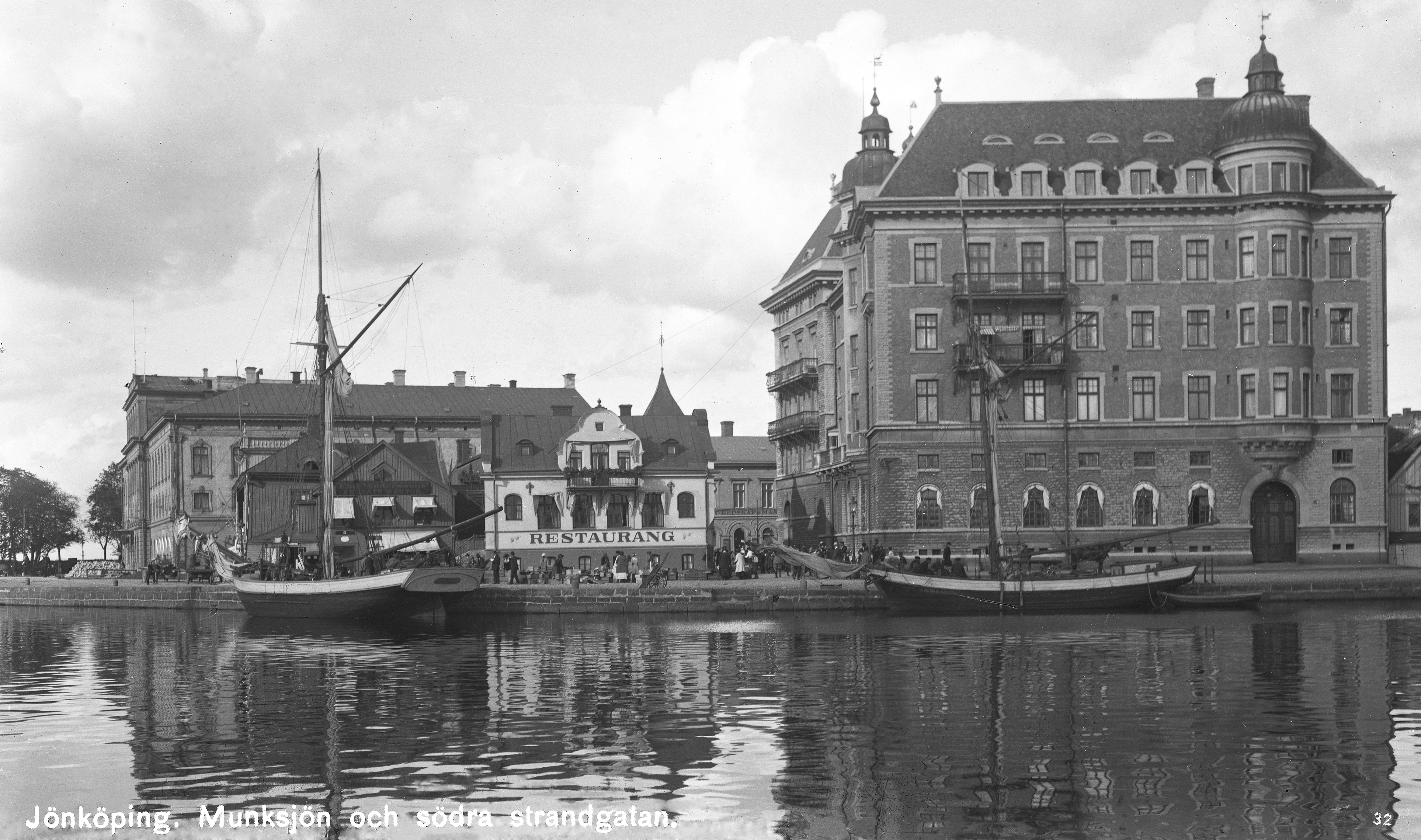
Hamnkanalen och Södra Strandgatan med Grönsakstorget, Kruckenbergska huset och Gamla sparbankshuset. Vid kajen ligger skutorna Viktor från Brandstorp och till höger Fridolf. Fotot är taget tidigast 1918.

Sparbankshuset i Jönköping uppfördes 1899-1901 mellan Hoppets torg och Södra Strandgatan på Öster i Jönköping för Jönköpings stads och läns sparbank. Det ritades av Fredrik Sundbärg.
Huset stod bara till hälften på den fasta mark, som sandreveln mellan Vättern och Munksjön är, och resterande del stod i dyig mark på 1 400 pålar, vilka dock inte drivits ner ända till fast mark. Byggnaden fick därför allvarliga sättningar, och det bedömdes nödvändigt att riva det i stället för att reparera detta problem. Efter rivning 1962 uppförde Länssparbanken 1963-1965 ett nytt, något lägre byggnadskomplex vid Hoppets torg, Hoppets gränd och Södra Storgatan. Detta inrymde bland annat bankens huvudkontor.
Runt Hoppets Torg uppfördes tre bankpalats. Sparbankshuset och det lika pampiga grannhuset vid Smedjegatan/Östra Storgatan, Smålandsbankens huvudkontor, uppfördes samtidigt, medan Svenska Handelsbankens byggnad i Jönköping byggdes 1943.